# 吉良義元
吉良 義元（きら よしもと、生没年不詳）は、戦国時代の武将。吉良義信の嫡男（弟説もある）。通称は三郎、治部少輔、左兵衛佐。子は吉良義堯。
永正元年（1504年）頃に元服する。家督を継承することなく、永正13年（1516年）以前に早世したらしく、同年10月4日に義信は孫である珍王丸（義堯）に家督を譲っている。
法名は少林寺殿月厳源光大居士。